# A Leoa
A Leoa é uma telenovela brasileira produzida e exibida pelo SBT entre 16 de agosto e 25 de outubro de 1982, em 61 capítulos, às 19h, substituindo A Força do Amor e sendo substituída por Conflito. Baseada na mexicana La Leona, de Marissa Garrido, foi escrita por Crayton Sarzy e Raymundo López, sob direção de Renato Petrauskas e David Grimberg e direção geral de Waldemar de Moraes.
Conta com Maria Estela, Suzy Camacho, Paulo Castelli, Maria Aparecida Báxter, Amilton Monteiro, Geraldo Del Rey, Silva Leblon e Fábio Tomasini nos papéis principais.

## Enredo
Alice é uma mulher batalhadora que, cansada das promessas do marido encostado Júlio, decide pedir o divórcio e se mudar de São Paulo para o Rio de Janeiro com a filha Maria e a mãe Tereza para conquistar as coisas por si mesma. O problema é que Maria era muito mais apegada com o pai e essa mudança gera diversos conflitos entre elas. Na cidade nova, Alice abre um clube recreativo de dança de salão, sendo disputada por Rogério e Donato. Enquanto isso Maria vive um romance conturbado com Ricardo, filho dos ricos Clara e Carlos, que não querem o filho envolvido com uma pobretona.

## Elenco
| Ator/Atriz             | Personagem               |
| ---------------------- | ------------------------ |
| Maria Estela           | Alice Prado Veiga        |
| Suzy Camacho           | Maria Luíza Prado Veiga  |
| Paulo Castelli         | Ricardo de Souza Queiroz |
| Maria Aparecida Báxter | Tereza Prado             |
| Amilton Monteiro       | Rogério                  |
| Geraldo Del Rey        | Donato                   |
| Silvia Leblon          | Clara de Souza Queiroz   |
| Fábio Tomasini         | Carlos de Souza Queiroz  |
| Wilma de Aguiar        | Beatriz                  |
| José Parisi            | Arthur                   |
| Guy Loup               | Guilhermina              |
| Marta Volpiani         | Nina                     |
| Clenira Michel         | Clarice                  |
| Carlos Koppa           | Chico                    |
| Valter Santos          | Hugo                     |
| Gilberto Sálvio        | Rúbens                   |
| Ivanise Senna          | Ivone                    |
| Oswaldo Mesquita       | Benito                   |
| Ângela Berna           | Ana                      |

### Participações especiais
| Ator/Atriz         | Personagem      |
| ------------------ | --------------- |
| Luiz Parreiras     | Júlio Veiga     |
| Valéria de Andrade | Maria (criança) |

## Exibição

### Censura
Originalmente A Leoa estrearia em 9 de agosto de 1982, dividindo a faixa com a última semana de A Força do Amor como tradicionalmente a novela fazia, porém a novela foi vítima de censura durante a ditadura militar brasileira por abordar divórcio e sequestro infantil, tendo que fazer cortes no início para conseguir estrear uma semana depois.

### Reprise
Foi reprisada pela primeira vez de 26 de setembro de 1983 a 27 de janeiro de 1984, em 90 capítulos. Foi reprisada pela segunda vez de 17 de setembro a 3 de novembro de 1990, em 42 capítulos, com uma nova abertura.

## Audiência
A primeira exibição obteve 15,81 pontos de audiência, tendo um razoável sucesso. A segunda obteve 5 pontos e a terceira 5,26 no IBOPE. 

## Trilha sonora
1. A Leoa (Vou Me Transformar Em Leoa) - Rosecleide (Tema de Abertura)
2. Sol e Lua - Martha Coração
3. Poesia - Eduardo Assad
4. A Mulher Amada - Benito di Paula

O tema de abertura da novela ''A Leoa'', é interpretado pela cantora Rosecleide, ex-integrante do grupo Harmony Cats.
Outro tema da telenovela, "Sol e lua", faz parte de um compacto simples da cantora Martha Coração, que também tinha uma outra canção, "Lágrima Azul (Eu chorei)".